# ألكسندرا سيلفا
ألكسندرا سيلفا (بالبرتغالية: Alexandra Silva‏) هي عَالِمَة حاسوب برتغالية، ولدت في 1984.

## وصلات خارجية
- الموقع الرسمي